# Yola counselli
Yola counselli är en skalbaggsart som beskrevs av Olof Biström 1991. Yola counselli ingår i släktet Yola och familjen dykare. Inga underarter finns listade i Catalogue of Life.